# Államok vezetőinek listája 1924-ben
Ezen az oldalon az 1924-ben fennálló államok vezetőinek névsora olvasható földrészek, majd országok szerinti bontásban.
arb

## Európa
- Albánia (monarchia)
  - Államfő –
    1. Legfelsőbb Tanács (1920–1925), lista
    2. Fan Noli püspök, ügyvivő államfő (a Régensi Főtanács nevében) (1924)

  - Kormányfő –
    1. Ahmet Zogu (1922–1924)
    2. Shefqet Vërlaci (első Vërlaci-kormány, 1924)
    3. Iliaz Vrioni (1924)
    4. Fan Noli püspök (1924)
    5. Iliaz Vrioni (1924–1925), lista
- Andorra (parlamentáris társhercegség)
  - Társhercegek
    - Francia társherceg –
      1. Alexandre Millerand (1920–1924)
      2. Frédéric François-Marsal, ügyvivő, (1924)
      3. Gaston Doumergue (1924–1931), lista

    - Episzkopális társherceg – Justí Guitart i Vilardebó (1920–1940), lista
- Ausztria (köztársaság)
  - Államfő – Michael Hainisch (1920–1928), lista
  - Kormányfő –
    1. Ignaz Seipel (1922–1924)
    2. Rudolf Ramek (1924–1926), lista
- Belgium (monarchia)
  - Uralkodó – I. Albert király (1909–1934)
  - Kormányfő – Georges Theunis (1921–1925), lista
- Bolgár Cárság (monarchia)
  - Uralkodó – III. Borisz cár (1918–1943)
  - Kormányfő – Alekszandar Cankov (1923–1926), lista
- Csehszlovákia (köztársaság)
  - Államfő – Tomáš Garrigue Masaryk (1918–1935), lista
  - Kormányfő – Antonín Švehla (1922–1926), lista
- Danzig Szabad Város (szabad város a Nemzetek Szövetsége protektorátusa alatt)
  - Főbiztos – Mervyn Sorley McDonnell (1923–1925)
  - Államfő – Heinrich Sahm (1920–1931)
- Dánia (monarchia)
  - Uralkodó – X. Keresztély király (1912–1947)
  - Kormányfő –
    1. Niels Neergaard (1920–1924)
    2. Thorvald Stauning (1924–1926), lista
- Egyesült Királyság (parlamentáris monarchia)
  - Uralkodó – V. György Nagy-Britannia királya (1910–1936)
  - Kormányfő –
    1. Stanley Baldwin (1923–1924)
    2. Ramsay MacDonald (1924)
    3. Stanley Baldwin (1924–1929), lista
- Észtország (köztársaság)
  - Államfő –
    1. Konstantin Päts (1923–1924)
    2. Friedrich Akel (1924)
    3. Jüri Jaakson (1924–1925), lista
- Finnország (köztársaság)
  - Államfő –
    1. Kaarlo Juho Ståhlberg (1919–1925), lista

  - Kormányfő –
    1. Kyösti Kallio (1922–1924)
    2. Aimo Cajander (1924)
    3. Lauri Ingman (1924–1925), lista

  -  Åland –
    - Kormányfő – Carl Björkman (1922–1938)
- Fiumei Szabadállam (köztársaság)
- 1924. március 16-án Olaszország annektálta.
  - Államfő – Gaetano Giardino (1923–1924), Fiume katonai kormányzója
- Franciaország (köztársaság)
  - Államfő –
    1. Alexandre Millerand (1920–1924)
    2. Frédéric François-Marsal (1924), ügyvivő
    3. Gaston Doumergue (1924–1931), lista

  - Kormányfő –
    1. Raymond Poincaré (1922–1924)
    2. Frédéric François-Marsal (1924)
    3. Édouard Herriot (1924–1925), lista
- Görögország (köztársaság)
- A Görög Királyságot 1924. március 25-én felváltotta a Görög Köztársaság.
  - Uralkodó – II. György király (1922–1924)
  - Régens – Pavlosz Kunturiotisz (1923–1924)
  - Államfő – Pavlosz Kunturiotisz (1924–1926), lista
  - Kormányfő –
    1. Sztiliánosz Gonátasz (1922–1924)
    2. Elefthériosz Venizélosz (1924)
    3. Jorgosz Kafantárisz (1924)
    4. Alekszándrosz Papanasztásziu (1924)
    5. Themisztóklisz Szofúlisz (1924)
    6. Andréasz Mihalakópulosz (1924–1925), lista
- Hollandia (monarchia)
  - Uralkodó – Vilma királynő (1890–1948)
  - Miniszterelnök – Charles Ruijs de Beerenbrouck (1918–1925), lista
- Izland (parlamentáris monarchia)
  - Uralkodó – X. Keresztély (1918–1944)
  - Kormányfő –
    1. Sigurður Eggerz (1922–1924)
    2. Jón Magnússon (1924–1926), lista
- Írország (monarchia)
  - Uralkodó – V. György Nagy-Britannia királya (1910–1936)
  - Főkormányzó – Tim Healy (1922–1928), lista
  - Kormányfő – W. T. Cosgrave (1922–1932), lista
- Lengyelország (köztársaság)
  - Államfő – Stanisław Wojciechowski (1922–1926), lista
  - Kormányfő – Władysław Grabski (1923–1925), lista
- Lettország (köztársaság)
  - Államfő – Jānis Čakste (1918–1927), lista
  - Kormányfő –
    1. Zigfrīds Anna Meierovics (1923–1924)
    2. Voldemārs Zāmuēls (1924)
    3. Hugo Celmiņš (1924–1925), lista
- Liechtenstein (parlamentáris monarchia)
  - Uralkodó – II. János herceg (1859–1929)
  - Kormányfő – Gustav Schädler (1922–1928), lista
- Litvánia (köztársaság)
  - Államfő – Aleksandras Stulginskis (1920–1926), lista
  - Kormányfő –
    1. Ernestas Galvanauskas (1922–1924)
    2. Antanas Tumėnas (1924–1925), lista
- Luxemburg (monarchia)
  - Uralkodó – Sarolta nagyhercegnő (1919–1964)
  - Kormányfő – Émile Reuter (1918–1925), lista
- Magyar Királyság (monarchia)
  - Államfő – Horthy Miklós (1920–1944), lista
  - Kormányfő – Bethlen István gróf (1921–1931), lista
- Monaco (monarchia)
  - Uralkodó – II. Lajos herceg (1922–1949)
  - Államminiszter – Maurice Piette (1923–1932), lista
- Németország
  - Államfő – Friedrich Ebert (1919–1925), lista
  - Kancellár – Wilhelm Marx (1923–1925), lista
  -  Rajnai Köztársaság (köztársaság)
  - 1924. november 26-án felbomlott.
    - Államfő – Josef Friedrich Matthes (1923–1924), a Rajnai Köztársaság elnöke
- Norvégia (monarchia)
  - Uralkodó – VII. Haakon király (1905–1957)
  - Kormányfő –
    1. Abraham Berge (1923–1924)
    2. Johan Ludwig Mowinckel (1924–1926), lista
- Olasz Királyság (monarchia)
  - Uralkodó – III. Viktor Emánuel király (1900–1946)
  - Kormányfő – Benito Mussolini (1922–1943), lista
- Pápai állam (abszolút monarchia)
  - Uralkodó – XI. Piusz pápa (1922–1939)
- Portugália (köztársaság)
  - Államfő – Manuel Teixeira Gomes (1923–1925), lista
  - Kormányfő –
    1. Álvaro de Castro (1923–1924)
    2. Alfredo Rodrigues Gaspar (1924)
    3. José Domingues dos Santos (1924–1925), lista
- Román Királyság (monarchia)
  - Uralkodó – I. Ferdinánd király (1914–1927)
  - Kormányfő – Ion I. C. Brătianu (1922–1926), lista
- San Marino (köztársaság)
  - San Marino régenskapitányai:
    1. Marino Borbiconi és Mario Michetti (1923–1924)
    2. Angelo Manzoni Borghesi és Francesco Mularoni (1924)
    3. Francesco Morri és Girolamo Gozi (1924–1925), régenskapitányok
- Spanyolország (köztársaság)
  - Uralkodó – XIII. Alfonz király (1886–1931)
  - Kormányfő – Miguel Primo de Rivera (1923–1930), lista
- Svájc (konföderáció)
  - Szövetségi Tanács:[1]
  - Giuseppe Motta (1911–1940), Edmund Schulthess (1912–1935), Robert Haab (1917–1929), Ernest Chuard (1919–1928), elnök, Karl Scheurer (1919–1929), Jean-Marie Musy (1919–1934), Heinrich Häberlin (1920–1934)
- Svédország (parlamentáris monarchia)
  - Uralkodó – V. Gusztáv király (1907–1950)
  - Kormányfő –
    1. Ernst Trygger (1923–1924)
    2. Hjalmar Branting (1924–1925), lista
- Szerb-Horvát-Szlovén Királyság (monarchia)
  - Uralkodó – I. Sándor király (1921–1934)
  - Kormányfő –
    1. Nikola Pašić (1921–1924)
    2. Ljubomir Davidović (1924)
    3. Nikola Pašić (1924–1926), miniszterelnök
- Szovjetunió (szövetségi népköztársaság)
  - A kommunista párt vezetője – Joszif Sztálin (1922–1953), a Szovjetunió Kommunista Pártjának főtitkára
  - Államfő – Mihail Kalinyin (1919–1946), lista
  - Kormányfő –
    1. Vlagyimir Iljics Lenin (1917–1924)[2]
    2. Alekszej Rikov (1924–1930), lista

## Afrika
- Dél-afrikai Unió (monarchia)
  - Uralkodó – V. György Nagy-Britannia királya (1910–1936)
  - Főkormányzó –
    1. Arthur of Connaught herceg (1920–1924)
    2. Alexander Cambridge (1924–1931), Dél-Afrika kormányát igazgató tisztviselő

  - Kormányfő –
    1. Jan Smuts (1919–1924)
    2. J. B. M. Hertzog (1924–1939), lista
- Egyiptom (monarchia)
  - Uralkodó – I. Fuád király (1910–1936)
  - Kormányfő –
    1. Jahja Ibrahim Pasa (1923–1924)
    2. Szaad Zaghlúl (1924)
    3. Ahmad Zivar Pasa (1924–1926), lista
- Etiópia (monarchia)
  - Uralkodó – Zauditu császárnő (1916–1930)
  - Régens – Rasz Tafari Makonnen (1916–1930)
  - Kormányfő – Habte Gijorgisz Dinagde (1909–1927), lista
- Libéria (köztársaság)
  - Államfő – Charles D. B. King (1920–1930), lista
- Riff Köztársaság (el nem ismert szakadár állam)
  - Államfő – Abd el-Krim (1921–1926)

## Dél-Amerika
- Argentína (köztársaság)
  - Államfő – Marcelo Torcuato de Alvear (1922–1928), lista
- Bolívia (köztársaság)
  - Államfő – Bautista Saavedra (1921–1925), lista
- Brazília (köztársaság)
  - Államfő – Artur Bernardes (1922–1926), lista
- Chile (köztársaság)
  - Államfő –
    1. Arturo Alessandri (1920–1924)
    2. Luis Altamirano (1924–1925), a Junta elnöke, lista
- Ecuador (köztársaság)
  - Államfő –
    1. José Luis Tamayo (1920–1924)
    2. Gonzalo Córdova (1924–1925), lista
- Kolumbia (köztársaság)
  - Államfő – Pedro Nel Ospina Váquez (1922–1926), lista
- Paraguay (köztársaság)
  - Államfő –
    1. Eligio Ayala (1923–1924), ügyvivő
    2. Luis Alberto Riart (1924), ügyvivő
    3. Eligio Ayala (1924–1928), lista
- Peru (köztársaság)
  - Államfő – Augusto B. Leguía (1919–1930), lista
  - Kormányfő –
    1. Julio Enrique Ego Aguirre (1922–1924)
    2. Alejandrino Maguiña (1924–1926), lista
- Uruguay (köztársaság)
  - Államfő – José Serrato (1923–1927), lista
- Venezuela (köztársaság)
  - Államfő – Juan Vicente Gómez (1922–1929), lista

## Észak- és Közép-Amerika
- Amerikai Egyesült Államok (köztársaság)
  - Államfő – Calvin Coolidge (1923–1929), lista
- Costa Rica (köztársaság)
  - Államfő –
    1. Julio Acosta García (1920–1924)
    2. Ricardo Jiménez Oreamuno (1924–1928), lista
- Dominikai Köztársaság (köztársaság)
- 1924. július 13-án véget ért az USA megszállás.
  - Államfő –
    1. Juan Bautista Vicini Burgos (1922–1924)
    2. Horacio Vásquez (1924–1930), lista
- Salvador (köztársaság)
  - Államfő – Alfonso Quiñónez Molina (1923–1927), lista
- Guatemala (köztársaság)
  - Államfő – José María Orellana (1921–1926), lista
- Haiti (USA-megszállás alatt)
  - Amerikai képviselő – John H. Russell, Jr. (1919–1930)
  - Államfő – Louis Borno (1922–1930), lista
- Honduras (köztársaság)
  - Államfő –
    1. Rafael López Gutiérrez (1920–1924), ideiglenes elnök
    2. Francisco Bueso (1924), ügyvivő
    3. Tiburcio Carías Andino (1924), Honduras Felszabadító Forradalmának első vezetője
    4. Vicente Tosta (1924–1925), ideiglenes, lista
- Kanada (parlamentáris monarchia)
  - Uralkodó – V. György király (1910–1936)
  - Főkormányzó – Julian Byng (1921–1926), lista
  - Kormányfő – William Lyon Mackenzie King (1921–1926), lista
- Kuba (köztársaság)
  - Államfő – Alfredo Zayas y Alfonso (1921–1925), lista
- Mexikó (köztársaság)
  - Államfő –
    1. Álvaro Obregón (1920–1924)
    2. Plutarco Elías Calles (1924–1928), lista
- Nicaragua (köztársaság)
  - Államfő – Bartolomé Martínez (1923–1925), lista
- Panama (köztársaság)
  - Államfő –
    1. Belisario Porras Barahona (1920–1924)
    2. Rodolfo Chiari (1924–1928), lista
- Új-Fundland (monarchia)
  - Uralkodó – V. György király (1910–1936)
  - Kormányzó – Sir William Allardyce (1922–1928)
  - Kormányfő –
    1. William Warren (1923–1924)
    2. Albert Hickman (1924)
    3. Walter Stanley Monroe (1924–1928), lista

## Ázsia
- Afganisztán (monarchia).
  - Uralkodó – Amanullah Kán király (1919–1929)
- Aszír (idríszida emírség)
  - Uralkodó – Szajjíd Ali ibn Muhammad al-Idríszi al-Haszani (1923–1926), emír
- Buhara
  - A Buharai Szovjet Népköztársaság 1924. szeptember 19-én változtatta nevét Buharai Szovjet Szocialista Köztársaságra.
  - Államfő – Porsza Hodzsajev (1922–1925), Buhara Központi Végrehajtó Bizottsága Elnökségének elnöke
  - Kormányfő – Fajzulla Hodzsajev (1921–1924), lista
- Hidzsáz
  - Uralkodó –
    1. Al-Huszajn ibn Ali király (1908–1924)[3]
    2. Ali bin Huszein király (1924–1925)
- Horezm
  - A kommunista párt vezetője –
    1. Karimzsan Adinajev (1923–1924)
    2. Iszak Hanszuvarov (1924), a Horezmi Kommunista Párt első titkára

  - Államfő –
    1. K. Szafarogli (1923–1924)
    2. Szultonkari Dzsumanijoz (1924)
    3. Temurhodzsa Jaminogli (1924–1925), Horezm Központi Végrehajtó Bizottsága Elnöksége elnöke

  - Kormányfő – Szultanmurad Kani (1921–1924), a Horezmi Népi Komisszárok Tanácsa elnöke
- Japán (császárság)
  - Uralkodó – Josihito császár (1912–1926)
  - Régens – Hirohitó koronaherceg (1921–1926), Japán régense
  - Kormányfő –
    1. Jamamoto Gonnohjóe gróf (1923–1924)
    2. Kijoura Keugo báró (1924)
    3. Kató Takaaki (1924–1926), lista
- Jemen (el nem ismert állam)
  - Uralkodó – Jahia Mohamed Hamidaddin király (1904–1948)[4]
- Kína
  -  Pekingi Kormányzat
    - Államfő –
      1. Cao Kun (1923–1924)
      2. Huang Fu (1924), ideiglenes
      3. Tuan Csi-zsuj (1924–1926), ideiglenes, Kína katonai kormányzatának generalisszimusza

    - Kormányfő –
      1. Gao Lingvej (1923–1924)
      2. Szun Baocsi (1924)
      3. Wellington Kú (1924), ideiglenes
      4. Jan Hujcsing (1924)
      5. Huang Fu (1924), Kína Államtanácsának ideiglenes elnöke

  -  Nemzeti Kormányzat (köztársaság)
    - Államfő – Szun Jat-szen (1923–1925), Kína Nemzeti Kormánya generalisszimusza, lista

  -  Tibet (el nem ismert, de facto független állam)
    - Uralkodó – Tubten Gyaco, Dalai láma (1879–1933)
- Kurdisztán (el nem ismert szakadár állam)
  - 1924 júliusában visszaintegrálódott az Iraki Királyságba.
  - Uralkodó – Mahmud Barzandzsi sejk, király (1922–1924)
  - Kormányfő – Kadir Barzandzsi sejk (1922–1924)
- Maszkat és Omán (abszolút monarchia)
  - Uralkodó – Tajmur szultán (1913–1932)
- Mongólia (népköztársaság)
- Bogdo Kán állama 1924. november 26-án változott a Mongol Népköztársaságra.
  - A kommunista párt vezetője –
    1. Adzsvágín Danzan (1923–1924)
    2. Ceren-Ocsirün Dambadordzs (1924–1928), a Mongol Népi Forradalmi Párt Központi Bizottságának elnöke

  - Uralkodó – Bogdo Kán kán (1921–1924)
  - Államfő –
    1. Balingín Cerendordzs (1924), ügyvivő
    2. Navándordzsín Dzsadambá (1924)
    3. Peldzsidín Genden (1924–1927), Mongólia Nagy Népi Hurálja Elnöksége elnöke, lista

  - Kormányfő – Balingín Cerendordzs (1923–1928), Mongólia Népi Komisszárok Tanácsának elnöke, lista
- Nedzsd Királyság  (monarchia)
  - Uralkodó – Abdul-Aziz király (1902–1953)[5]
- Nepál (alkotmányos monarchia)
  - Uralkodó – Tribhuvana király (1911–1950)
  - Kormányfő – Csandra Samser Dzsang Bahadur Rana (1901–1929), lista
- Perzsia (monarchia)
  - Uralkodó – Ahmad Sah Kadzsar sah (1909–1925)
  - Kormányfő – Reza Kán (1923–1925), lista
- Sziám (parlamentáris monarchia)
  - Uralkodó – Vadzsiravudh király (1910–1925)
- Törökország (köztársaság)
  - Államfő – Mustafa Kemal Atatürk (1923–1938), lista
  - Kormányfő –
    1. İsmet İnönü (1923–1924)
    2. Fethi Okyar (1924–1925), lista
- Tuva (népköztársaság)
  - A kommunista párt főtitkára –
    1. Ojun Kurszedi (1923–1924)
    2. Sagdür (1924–1926)

  - Államfő – Nimacsjan (1924–1929)
  - Kormányfő –
    1. Mongus Bujan-Badürdzsi (1923–1924)
    2. Szojan Orujgu (1924–1925)

## Óceánia
- Ausztrália (parlamentáris monarchia)
  - Uralkodó – V. György Ausztrália királya (1910–1936)
  - Főkormányzó –
    1. Henry Forster (1920–1925)
    2. John Baird (1925–1931), lista

  - Kormányfő – Stanley Bruce (1923–1929), lista
- Új-Zéland (parlamentáris monarchia)
  - Uralkodó – V. György Új-Zéland királya (1910–1936)
  - Főkormányzó –
    1. John Jellicoe (1920–1924)
    2. Sir Charles Fergusson (1924–1930), lista

  - Kormányfő – William Massey (1912–1925), lista